# Esquireïta
L'esquireïta és un mineral de la classe dels silicats. Rep el nom de la seva localitat tipus, al comtat de Fresno (Califòrnia, Estats Units).

## Característiques
L'esquireïta és un silicat de fórmula química BaSi₆O₁₃(H₂O)₇. Va ser aprovada com a espècie vàlida per l'Associació Mineralògica Internacional l'any 2014. Cristal·litza en el sistema monoclínic. La seva duresa a l'escala de Mohs és 2.

## Formació i jaciments
Va ser descoberta a la prospecció Esquire del dipòsit de Rush Creek, al districte homònim del comtat de Fresno, a Califòrnia, Estats Units. També ha estat descrita al dipòsit de bari i silicats de Trumbull Peak, al comtat de Mariposa, també a Califòrnia. Es tracta dels dos únics indrets on ha estat descrita aquesta espècie mineral en tot el planeta.